# Série de championnat de la Ligue nationale de baseball 2005
La Série de championnat de la Ligue nationale de baseball 2005 était la série finale de la Ligue nationale de baseball, dont l'issue a déterminé le représentant de cette ligue à la Série mondiale 2005, la grande finale des Ligues majeures.
Cette série quatre de sept débute le mercredi 12 octobre 2005 et se termine le mercredi 19 octobre par une victoire des Astros de Houston, quatre victoires à deux sur les Cardinals de Saint-Louis. Les Astros prennent leur revanche sur les Cardinals, qui les avaient vaincus en sept parties l'automne précédent au même tour éliminatoire, et accèdent pour la première fois de leur histoire à une Série mondiale.

## Équipes en présence
Pour une deuxième année de suite, les Cardinals de Saint-Louis remportent le championnat de la section Centrale de la Ligue nationale. Gagnants de 105 parties en 2004, les Cards remportent cette fois 100 matchs de saison régulière en 2005, contre 62 défaites seulement, et terminent 11 parties devant leurs plus proches poursuivants, les Astros de Houston. Ces derniers se qualifient pour les éliminatoires comme meilleurs deuxièmes, tout comme la saison précédente.
En Série de divisions, Saint-Louis, champion en titre de la Ligue nationale et perdant de la Série mondiale 2004 contre Boston, est largement favori face aux Padres de San Diego, qui viennent de remporter une courte victoire dans la course au championnat de la division Ouest en terminant premier avec une fiche victoires-défaites de 82-80. Saint-Louis balaie San Diego en seulement trois matchs en première ronde éliminatoire.
Les Astros sont quant à eux opposés aux Braves d'Atlanta. Avec 90 gains et 72 revers durant la saison, Atlanta remporte le 14e et dernier titre d'une série record de 14 championnats de divisions consécutifs. Tout comme l'année d'avant, les Braves subissent l'élimination en Série de divisions face aux Astros (89-73 en saison régulière), qui les battent en quatre parties.
Pour la deuxième année de suite, la Série de championnat met aux prises Saint-Louis et Houston et, tout comme l'année précédente, les Cardinals ont l'avantage du terrain. Les deux clubs comptent cette fois le retour d'un lanceur partant de qualité qui avait été tenu à l'écart du jeu dans la Série de 2004 : Chris Carpenter pour Saint-Louis et Andy Pettitte pour Houston.
C'est la première fois depuis 1991-1992 que les deux mêmes clubs s'affrontent dans deux Séries de championnat consécutives de la Ligue nationale. À l'époque, les Braves d'Atlanta avaient deux fois vaincus les Pirates de Pittsburgh.

## Déroulement de la série

### Calendrier des rencontres
| Match | Date       | Visiteur                 | Hôte                     | Score |
| ----- | ---------- | ------------------------ | ------------------------ | ----- |
| 1     | 12 octobre | Astros de Houston        | Cardinals de Saint-Louis | 3 - 5 |
| 2     | 13 octobre | Astros de Houston        | Cardinals de Saint-Louis | 4 - 1 |
| 3     | 15 octobre | Cardinals de Saint-Louis | Astros de Houston        | 3 - 4 |
| 4     | 16 octobre | Cardinals de Saint-Louis | Astros de Houston        | 1 - 2 |
| 5     | 17 octobre | Cardinals de Saint-Louis | Astros de Houston        | 5 - 4 |
| 6     | 19 octobre | Astros de Houston        | Cardinals de Saint-Louis | 5 - 1 |

### Match 1
Mercredi 12 octobre 2005 au Busch Memorial Stadium, Saint-Louis, Missouri.
| Astros de Houston | 0 | 0 | 0 | 0 | 0 | 0 | 2 | 0 | 1 | 3 | 7 | 0 |
| Cardinals de Saint-Louis | 2 | 1 | 0 | 0 | 2 | 0 | 0 | 0 | X | 5 | 8 | 1 |
| Lanceurs partants : HOU : Andy Pettitte STL : Chris Carpenter Vic. : Chris Carpenter (1-0) Déf. : Andy Pettitte (0-1) Sauv. : Jason Isringhausen (1) HRs : HOU : Chris Burke (1) STL : Reggie Sanders (1) |   |   |   |   |   |   |   |   |   |   |   |   |

### Match 2
Jeudi 13 octobre 2005 au Busch Memorial Stadium, Saint-Louis, Missouri.
| Astros de Houston | 0 | 1 | 0 | 0 | 1 | 0 | 0 | 2 | 0 | 4 | 11 | 1 |
| Cardinals de Saint-Louis | 0 | 0 | 0 | 0 | 0 | 1 | 0 | 0 | 0 | 1 | 6  | 0 |
| Lanceurs partants : HOU : Roy Oswalt STL : Mark Mulder Vic. : Roy Oswalt (1-0) Déf. : Mark Mulder (0-1) Sauv. : Brad Lidge (1) HRs: STL : Albert Pujols (1) |   |   |   |   |   |   |   |   |   |   |    |   |

### Match 3
Samedi 15 octobre 2005 au Minute Maid Park, Houston, Texas.
| Cardinals de Saint-Louis | 0 | 0 | 0 | 0 | 1 | 1 | 0 | 0 | 1 | 3 | 7  | 1 |
| Astros de Houston | 0 | 0 | 0 | 2 | 0 | 2 | 0 | 0 | X | 4 | 11 | 0 |
| Lanceurs partants : STL : Matt Morris HOU : Roger Clemens Vic. : Roger Clemens (1-0) Déf. : Matt Morris (0-1) Sauv. : Brad Lidge (2) HRs: HOU : Mike Lamb (1) |   |   |   |   |   |   |   |   |   |   |    |   |

### Match 4
Dimanche 16 octobre 2005 au Minute Maid Park, Houston, Texas.
| Cardinals de Saint-Louis | 0 | 0 | 0 | 1 | 0 | 0 | 0 | 0 | 0 | 1 | 5 | 1 |
| Astros de Houston | 0 | 0 | 0 | 1 | 0 | 0 | 1 | 0 | X | 2 | 6 | 0 |
| Lanceurs partants : STL : Jeff Suppan HOU : Brandon Backe Vic. : Chad Qualls (1-0) Déf. : Jason Marquis (0-1) Sauv. : Brad Lidge (3) HRs: HOU : Jason Lane (1) |   |   |   |   |   |   |   |   |   |   |   |   |

### Match 5
Lundi 10 octobre 2005 au Minute Maid Park, Houston, Texas.
| Cardinals de Saint-Louis | 0 | 0 | 2 | 0 | 0 | 0 | 0 | 0 | 3 | 5 | 9 | 1 |
| Astros de Houston | 0 | 1 | 0 | 0 | 0 | 0 | 3 | 0 | 0 | 4 | 9 | 2 |
| Lanceurs partants : STL : Chris Carpenter HOU : Andy Pettitte Vic. : Jason Isringhausen (1-0) Déf. : Brad Lidge (0-1) HRs : STL : Albert Pujols (2) HOU : Lance Berkman (1) |   |   |   |   |   |   |   |   |   |   |   |   |

### Match 6
Mercredi 19 octobre 2005 au Busch Memorial Stadium, Saint-Louis, Missouri.
| Astros de Houston | 0 | 0 | 2 | 1 | 0 | 1 | 1 | 0 | 0 | 5 | 11 | 0 |
| Cardinals de Saint-Louis | 0 | 0 | 0 | 0 | 1 | 0 | 0 | 0 | 0 | 1 | 4  | 1 |
| Lanceurs partants : HOU : Roy Oswalt STL : Mark Mulder Vic. : Roy Oswalt (2-0) Déf. : Mark Mulder (0-2) HRs : HOU : Jason Lane (2) |   |   |   |   |   |   |   |   |   |   |    |   |

## Joueur par excellence
Le lanceur droitier Roy Oswalt, des Astros de Houston, est élu joueur par excellence de la Série de championnat 2005 de la Ligue nationale après n'avoir alloué que deux points mérités en quatorze manches lancées. Il est le lanceur gagnant lors des deuxième et sixième parties de la série contre Saint-Louis. Il n'accorde qu'un point aux Cards en sept manches lancées dans la sixième rencontre. Sa moyenne de points mérités dans ces deux affrontements n'est que de 1,29 et il compte 12 retraits sur des prises.